# Commissione economica e sociale per l'Asia Occidentale

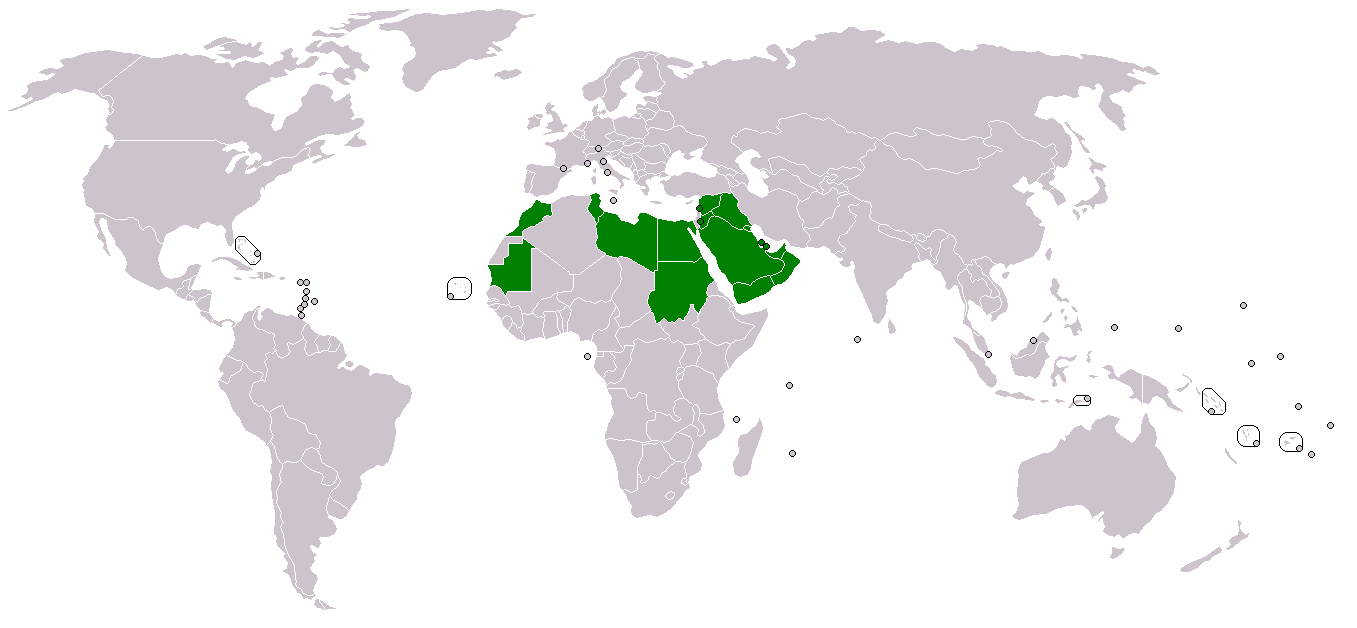
Membri dell'ESCWA

La Commissione economica e sociale per l'Asia Occidentale (o ESCWA, dall'acronimo inglese di Economic and Social Commission for Western Asia) è una delle cinque commissioni economiche regionali che riportano al Consiglio economico e sociale (ECOSOC) delle Nazioni Unite.